# Институт физики Общества Макса Планка
Институт физики Общества Макса Планка (нем. Max-Planck-Institut für Physik) — научно-исследовательский институт общества Макса Планка, расположенный в Мюнхене (Бавария, Германия), специализирующийся в области физики элементарных частиц и астрофизики. Институт является частью общества Макса Планка, также известен как институт Вернера Гейзенберга, его первого руководителя в Мюнхене.

## История
Идея создания института возникла в 1914 году и принадлежала немецким учёным Фрицу Габеру, Вальтеру Нернсту, Максу Планку, Эмилю Варбургу и Генриху Рубенсу.
1 октября 1917 года институт был официально учреждён в Берлине. Альберт Эйнштейн стал его первым директором. В октябре 1922 года А. Эйнштейна сменил Макс фон Лауэ в должности управляющего директора. Эйнштейн отказался от должности директора института в апреле 1933 года. В июне 1942 года должность директора занял Вернер Гейзенберг.
После окончания Второй мировой войны, в 1946 году институт был переведён из Берлина в Гёттинген и переименован в Институт физики Макса Планка. Вернер Гейзенберг остался его директором. В 1946 году Карл Фридрих фон Вайцзеккер и Карл Виртц стали руководителями отделений теоретической и экспериментальной физики соответственно.
В 1955 институт переехал в Мюнхен, и вскоре началось строительство нынешнего здания. Институт переехал в него 1 сентября 1958 года и стал называться Институтом физики и астрофизики Макса Планка.
В 1991 году институт был разделён на Институт физики общества Макса Планка, Институт астрофизики Общества Макса Планка и Институт внеземной физики Общества Макса Планка.
В настоящее время является одним из ведущих мировых научно-исследовательских институтов в области физики элементарных частиц. Финансируется из федерального (50 %) и земельного (50 %) бюджета.
Директорами института физики общества Макса Планка в разные годы были:
- Людвиг Бирман
- Хайнц Биллинг
- Герд Бушхорн
- Карл Фридрих фон Вайцзеккер
- Эмиль Варбург
- Карл Виртц
- Фриц Габер
- Вернер Гейзенберг
- Герхард фон Гирке
- Петер Дебай
- Ханс-Петер Дюрр[нем.] — 1970—1971, 1977—1980, 1987—1992
- Макс фон Лауэ
- Вальтер Нернст
- Макс Планк
- Генрих Рубенс
- Лео Стодольский
- Леон Ван Хоув
- Норберт Шмитц
- Альберт Эйнштейн